# Hólmbert Friðjónsson
Hólmbert Friðjónsson (Reykjavík, 19 april 1993) is een IJslandse voetballer die doorgaans als centrumspits speelt. In 2011 debuteerde hij namens Fram Reykjavík in het IJslandse betaald voetbal, de Úrvalsdeild. Op 16 januari 2015 maakte hij zijn debuut in het IJslandse nationaal elftal. Sinds augustus 2025 speelt hij onder contract bij het Zuid-Koreaanse Gwangju FC. 

## Clubloopbaan

### HK Kópavogur
Na tot 2009 in de jeugd van HK Kópavogur te hebben gespeeld, debuteerde Friðjónsson in 2010 in het eerste elftal van de club, dat uitkwam op het tweede profniveau van IJsland, de 1. deild karla. Op 9 mei maakte hij zijn eerste minuten in deze competitie tijdens de met 1–2 gewonnen uitwedstrijd tegen ÍA Akranes, waarin hij in de 75e minuut als invaller het veld betrad. Enkele weken later, op 5 juni, scoorde hij zijn eerste doelpunt in het uitduel met KA Akureyri; in de met 3–3 geëindigde wedstrijd maakte hij in de 86e minuut de 2–3. Op 17 augustus volgde zijn eerste hattrick, toen hij in de met 4–1 gewonnen thuiswedstrijd tegen UMF Njarðvík drie keer scoorde. In zijn tweede seizoen werd hij na tien competitiewedstrijden overgenomen door Fram Reykjavík, dat op het hoogste niveau speelde.

### Fram Reykjavík
Op 18 juli 2011 debuteerde Friðjónsson in de Úrvalsdeild, het hoogste niveau van het IJslandse voetbal. In de met 0–1 gewonnen uitwedstrijd tegen stadsgenoot Víkingur viel hij in de 77e minuut in. Onder trainer Thorvaldur Örlygsson wist hij geen vaste basisplaats te veroveren en kwam hij in het seizoen 2011 voornamelijk als invaller in actie. Aan het begin van het seizoen 2012 kreeg hij enkele basisplaatsen, maar halverwege de competitie belandde hij weer op de reservebank. In de 16e speelronde, op 20 augustus, maakte hij zijn eerste doelpunt voor Fram. In de met 3–2 gewonnen thuiswedstrijd tegen Breiðablik opende hij in de 26e minuut de score.
In het seizoen 2013 brak Friðjónsson onder de nieuwe trainer Ríkhardur Dadason door, waarbij hij 27 keer in de basis startte. In de zevende competitieronde maakte hij zijn eerste hattrick op het hoogste niveau, in de thuiswedstrijd tegen Þór Akureyri.  Hij speelde daarnaast een belangrijke rol in het winnen van de IJslandse beker. In de met 2–1 gewonnen halve finale tegen Breiðablik maakte hij in de 40e minuut de 2–0, waarmee de basis werd gelegd voor de finaleplaats. In de finale tegen Stjarnan zorgde hij mede voor de 3–3 eindstand na reguliere speeltijd door een van de treffers te maken. Fram won uiteindelijk na strafschoppen, waarbij Friðjónsson als eerste schutter raak schoot. Het betekende de eerste bekerwinst voor de club in 24 jaar. Na afloop van het seizoen vertrok hij naar Celtic Glasgow.

### Celtic Glasgow
In november 2013 tekende Friðjónsson een vierjarig contract bij de Schotse club Celtic. Kort na zijn komst raakte hij geblesseerd, waardoor hij in zijn eerste seizoen geen basisplaats kon veroveren en uitsluitend voor de onder-20 uitkwam. Bij het eerste elftal kwam hij niet verder dan de bank. Omdat zijn vooruitzichten op speelminuten in het seizoen 2014/15 klein waren, werd hij na de start van de competitie verhuurd aan het Deense Brøndby IF. Na zijn terugkeer van de meervoudige Deense kampioen keerde hij, zonder ooit een wedstrijd voor Celtic te hebben gespeeld, terug naar IJsland en sloot hij zich aan bij KR Reykjavík.

#### Verhuur aan Brøndby IF
Begin september 2014 maakte Brøndby bekend dat het Friðjónsson voor de rest van het seizoen huurde. Op 14 september debuteerde hij in de Deense Superligaen tijdens de thuiswedstrijd tegen Randers FC; in het met 0–2 verloren duel viel hij in de 71e minuut in. Twee weken later, op 28 september, maakte hij zijn eerste doelpunt voor de club in de uitwedstrijd tegen Esbjerg fB. In het met 2–2 geëindigde duel scoorde hij in de 79e minuut het tweede doelpunt van Brøndby. Zijn verhuurperiode werd geen groot succes; hij kwam tot vier basisplaatsen en keerde na afloop van het seizoen terug naar Schotland.

### KR Reykjavík
Begin juli 2015 tekende Friðjónsson een contract voor tweeënhalf jaar bij KR Reykjavík, tot medio 2017. Enkele dagen later maakte hij zijn debuut voor KR, dat tevens zijn Europese debuut was, in de kwalificatie voor de Europa League tegen het Noorse Rosenborg BK; in de met 0–2 verloren thuiswedstrijd viel hij in de 66e minuut in. Twee dagen daarna stond hij in de competitie voor het eerst in de basis, in de uitwedstrijd tegen FH Hafnarfjörður. In het met 1–3 gewonnen duel scoorde hij in de 56e minuut zijn eerste doelpunt voor KR, een benutte strafschop die de stand op 1–1 bracht. In de halve finale van de IJslandse beker had hij met twee doelpunten een belangrijk aandeel in de 4–1 thuisoverwinning op ÍBV, waarbij hij zowel de 1–0 als de 2–0 voor zijn rekening nam. In de finale werd met 2–0 verloren van Valur Reykjavík, waarbij Friðjónsson het grootste deel van de wedstrijd meespeelde. In 2016 won hij met KR de IJslandse League Cup door in de finale met 0–2 te winnen van Víkingur. In juli van dat jaar werd hij verhuurd aan Stjarnan.

#### Verhuur aan Stjarnan
Stjarnan huurde Friðjónsson met een optie tot koop. Op 4 augustus 2016 maakte hij zijn eerste speelminuten voor de club in de thuiswedstrijd tegen Víkingur, waarin trainer Rúnar Páll Sigmundsson hem vlak voor het eindsignaal inbracht. Op 22 augustus scoorde hij voor het eerst voor Stjarnan, in de met 3–2 verloren uitwedstrijd tegen FH; hij nam beide treffers voor zijn rekening. Aan het einde van het seizoen lichtte Stjarnan de optie tot koop en nam hem definitief over van KR.

### Stjarnan
Friðjónsson tekende een driejarig contract bij Stjarnan. In het seizoen 2017 eindigde hij, mede door zijn elf doelpunten, met de club als tweede in de competitie. Na 37 wedstrijden maakte hij de overstap naar het Noorse Aalesunds FK.

### Aalesunds FK
Friðjónsson tekende in januari 2018 een driejarig contract bij Aalesunds FK. Op 3 juli droeg hij voor het eerst het shirt van Aalesund in de openingswedstrijd van de competitie tegen Sogndal IL, waarin hij in het thuisduel in het Color Linestadion door trainer Lars Bohinen in de basis werd gezet. Twee weken later, op 15 juli, had hij een groot aandeel in de 4–0 overwinning op Florø SK: in de 18e minuut scoorde hij zijn eerste doelpunt voor Aalesund en bracht hij zijn ploeg op een 1–0 voorsprong, kort na rust volgde zijn tweede doelpunt en leverde hij een assist op voor Torbjørn Agdestein. Mede door zijn 18 doelpunten eindigde Aalesund dat seizoen als derde en kwalificeerde de club zich voor de play-offs voor promotie, waarin in twee wedstrijden werd verloren van Stabæk. In zijn tweede seizoen (2019) eindigde Aalesund als eerste, waardoor Friðjónsson rechtstreeks met de club promoveerde naar het hoogste niveau in Noorwegen, de Eliteserien.
In het seizoen 2020 maakte Friðjónsson op 16 juni zijn debuut in de Eliteserien tijdens de met 1–4 verloren thuiswedstrijd tegen Molde FK, waarin hij in de 58e minuut inviel voor zijn landgenoot Daníel Leó Grétarsson. Een week later scoorde hij zijn eerste doelpunt in de Noorse competitie, in de met 7–2 verloren uitwedstrijd tegen Kristiansund BK; hij bracht zijn ploeg in de 37e minuut op 3–2. Op 29 juli volgde zijn eerste hattrick, in de met 3–2 gewonnen thuiswedstrijd tegen IK Start. Ondanks elf doelpunten van Friðjónsson degradeerde Aalesund aan het einde van het seizoen terug naar de 1. divisjon.  Met een doorlopend contract maakte hij vervolgens de overstap naar het Italiaanse Brescia, dat uitkwam in de Serie B; op dat moment was hij geblesseerd.

### Brescia
In oktober 2020 tekende Friðjónsson een driejarig contract bij de Noord-Italiaanse club, waarmee hij na Birkir Bjarnason de tweede IJslander bij de club werd. Hij kwam geblesseerd over vanuit Noorwegen en kon daardoor langere tijd niet in actie komen. Op 16 januari maakte hij tijdens de 18e speelronde zijn debuut; in de met 0–1 verloren uitwedstrijd tegen Pisa liet trainer Davide Dionigi hem in de 80e minuut invallen. De rest van het seizoen speelde hij alleen als invaller en kwam hij in totaal 92 minuten in actie. Vervolgens zette hij zijn carrière voort in Duitsland, waar hij een contract tekende bij Holstein Kiel, dat uitkomt in de 2. Bundesliga.

### Holstein Kiel
In juni 2021 tekende Friðjónsson op 28-jarige leeftijd een contract tot 2024. Op 25 juli maakte hij tijdens de openingswedstrijd van de competitie tegen FC St. Pauli zijn debuut; trainer Ole Werner bracht hem in Hamburg in de 63e minuut in het veld voor Jann-Fiete Arp. Kort na de start van het seizoen raakte hij aan zijn knie geblesseerd, waardoor hij enkele weken niet kon spelen. Na zijn herstel lukte het hem niet om een vaste basisplaats te veroveren, waarna hij zich in de winterstop van het seizoen 2021/22 liet verhuren aan Lillestrøm. In januari 2023 keerde Friðjónsson terug bij Holstein Kiel. Na zijn terugkomst maakte hij een goede indruk en startte hij op 17 februari in de uitwedstrijd tegen Eintracht Braunschweig voor het eerst in de basis. Hij bekroonde dit met zijn eerste doelpunt in het shirt van Kiel, door in de met 2–3 gewonnen wedstrijd in de 22e minuut de 0–2 op het scorebord te zetten. Onder de nieuwe trainer Marcel Rapp slaagde Friðjónsson er echter niet in om de rest van het seizoen een vaste basisspeler te worden.
Ondanks een goede voorbereiding, waarin hij enkele doelpunten maakte, begon Friðjónsson de eerste competitiewedstrijd van het seizoen 2023/24 tegen Eintracht Braunschweig op de bank. Trainer Marcel Rapp gaf de voorkeur aan het duo Shuto Machino en Benedikt Pichler. In het met 0–1 gewonnen duel kwam Friðjónsson in de 73e minuut het veld in voor Jonas Sterner en scoorde hij in de 92e minuut het enige doelpunt van de wedstrijd. Kort daarna was hij belangrijk in de eerste ronde van de DFB-Pokal tegen FC Gütersloh.  In de met 0–2 gewonnen uitwedstrijd nam hij beide doelpunten voor zijn rekening. Ondanks deze treffers slaagde hij er niet in om een vaste basisplaats te veroveren en kwam hij grotendeels als invaller in actie. Dit bleef het geval toen zowel Pichler als Arp geblesseerd raakten en Kiel Alexander Bernhardsson aantrok als versterking. Friðjónsson eindigde met Kiel op de tweede plaats, waarmee de club voor het eerst in haar historie promoveerde naar de Bundesliga. Kort na het behalen van het kampioenschap maakte de club bekend zijn contract niet te verlengen.

#### Verhuur aan Lillestrøm
In februari 2022 tekende Friðjónsson een éénjarig huurcontract met een optie tot koop bij Lillestrøm, dat uitkomt in de Eliteserien. Op 13 maart maakte hij zijn debuut tijdens de achtste finale van de NM-Cup, in de met 0–4 gewonnen uitwedstrijd tegen Nardo FK. Trainer Geir Bakke liet hem in de basis starten. Een paar weken later scoorde hij op 18 april zijn eerste doelpunt in de competitie, in de met 1–2 gewonnen uitwedstrijd tegen Molde FK. In blessuretijd kopte hij uit een voorzet van Gjermund Åsen het winnende doelpunt binnen. Hoewel hij de concurrentiestrijd met Akor Adams verloor en regelmatig als invaller speelde, kwam Friðjónsson in het seizoen 2022 tot 34 wedstrijden, waarin hij 13 keer scoorde. Zijn hattrick in de kwalificatiewedstrijd voor het hoofdtoernooi van de Conference League tegen het Finse SJK Seinäjoki, die Lillestrøm op 28 juli met 5–2 won, viel daarbij extra op.Aan het einde van het seizoen keerde hij terug naar Holstein Kiel.

### Preußen Münster
Op de laatste dag van de transferwindow 2024/25 werd bekend dat Friðjónsson zijn loopbaan voortzette bij het naar de 2. Bundesliga gepromoveerde Preußen Münster. Hij tekende een eenjarig contract. Op 13 september maakte hij zijn debuut voor de club tijdens de met 3–3 gelijkgespeelde thuiswedstrijd tegen Paderborn 07. Trainer Sascha Hildmann bracht hem in de 72e minuut in het veld voor Daniel Kyerewaa, en zes minuten later scoorde hij uit een hoekschop van Jorrit Hendrix de 2–2 gelijkmaker. Een week later was hij opnieuw trefzeker na een invalbeurt in de met 0–3 gewonnen uitwedstrijd tegen Jahn Regensburg.  Het lukte hem echter niet om een vaste basisplaats te veroveren, waardoor zijn contract aan het einde van het seizoen niet werd verlengd.

### Gwangju FC
In augustus 2025 zette Friðjónsson een opmerkelijke stap in zijn carrière door een contract met onbekende looptijd te tekenen bij Gwangju FC, dat speelt in de K League 1, de hoogste divisie van Zuid-Korea. Hier maakte hij op 10 augustus 2025 reeds zijn debuut als invaller in de met 1-0 verloren uitwedstrijd tegen Pohang Steelers. 

## Clubstatistieken
| Seizoen                         | Club            | Competitie     | Competitie | Competitie | Competitie | Beker | Beker | Beker | Internationaal | Internationaal | Internationaal | Totaal | Totaal | Totaal |
| Seizoen                         | Club            | Competitie     | Wed.       | Dlp.       | Ass.       | Wed.  | Dlp.  | Ass.  | Wed.           | Dlp.           | Ass.           | Wed.   | Dlp.   | Ass.   |
| ------------------------------- | --------------- | -------------- | ---------- | ---------- | ---------- | ----- | ----- | ----- | -------------- | -------------- | -------------- | ------ | ------ | ------ |
| 2010                            | HK Kópavogur    | 1. deild karla | 19         | 4          | 0          | 0     | 0     | 0     | —              | —              | —              | 19     | 4      | 0      |
| 2011                            | HK Kópavogur    | 1. deild karla | 10         | 3          | 0          | 0     | 0     | 0     | —              | —              | —              | 10     | 3      | 0      |
| Club Totaal                     | Club Totaal     | Club Totaal    | 29         | 7          | 0          | 0     | 0     | 0     | 0              | 0              | 0              | 29     | 7      | 0      |
| 2011                            | Fram Reykjavík  | Besta deild    | 9          | 0          | 0          | 0     | 0     | 0     | —              | —              | —              | 9      | 0      | 0      |
| 2012                            | Fram Reykjavík  | Besta deild    | 13         | 1          | 0          | 0     | 0     | 0     | —              | —              | —              | 13     | 1      | 0      |
| 2013                            | Fram Reykjavík  | Besta deild    | 21         | 10         | 0          | 9     | 4     | 0     | —              | —              | —              | 30     | 14     | 0      |
| Club Totaal                     | Club Totaal     | Club Totaal    | 43         | 11         | 0          | 9     | 4     | 0     | 0              | 0              | 0              | 52     | 15     | 0      |
| 2014/15                         | → Brøndby IF    | Superligaen    | 11         | 1          | 1          | 3     | 1     | 0     | —              | —              | —              | 14     | 2      | 1      |
| Club Totaal                     | Club Totaal     | Club Totaal    | 11         | 1          | 1          | 3     | 1     | 0     | 0              | 0              | 0              | 14     | 2      | 1      |
| 2015                            | KR Reykjavík    | Besta deild    | 10         | 3          | 1          | 2     | 2     | 0     | 2              | 0              | 0              | 14     | 5      | 1      |
| 2016                            | KR Reykjavík    | Besta deild    | 10         | 0          | 0          | 9     | 5     | 0     | 3              | 2              | 0              | 22     | 7      | 0      |
| Club Totaal                     | Club Totaal     | Club Totaal    | 20         | 3          | 1          | 11    | 7     | 0     | 5              | 2              | 0              | 36     | 12     | 1      |
| 2016                            | → Stjarnan      | Besta deild    | 9          | 2          | 0          | 0     | 0     | 0     | —              | —              | —              | 9      | 2      | 0      |
| 2017                            | Stjarnan        | Besta deild    | 19         | 11         | 1          | 7     | 1     | 0     | 2              | 0              | 0              | 28     | 12     | 1      |
| Club Totaal                     | Club Totaal     | Club Totaal    | 28         | 13         | 1          | 7     | 1     | 0     | 2              | 0              | 0              | 37     | 14     | 1      |
| 2018                            | Aalesunds FK    | 1. divisjon    | 32         | 19         | 5          | 1     | 0     | 0     | —              | —              | —              | 33     | 19     | 5      |
| 2019                            | Aalesunds FK    | 1. divisjon    | 24         | 6          | 2          | 4     | 2     | 0     | —              | —              | —              | 28     | 8      | 2      |
| 2020                            | Aalesunds FK    | Eliteserien    | 15         | 11         | 0          | 0     | 0     | 0     | —              | —              | —              | 15     | 11     | 0      |
| Club Totaal                     | Club Totaal     | Club Totaal    | 71         | 36         | 7          | 5     | 2     | 0     | 0              | 0              | 0              | 76     | 38     | 7      |
| 2020/21                         | Brescia         | Serie B        | 9          | 0          | 0          | 0     | 0     | 0     | —              | —              | —              | 9      | 0      | 0      |
| Club Totaal                     | Club Totaal     | Club Totaal    | 9          | 0          | 0          | 0     | 0     | 0     | 0              | 0              | 0              | 9      | 0      | 0      |
| 2021/22                         | Holstein Kiel   | 2. Bundesliga  | 4          | 0          | 0          | 1     | 0     | 0     | —              | —              | —              | 5      | 0      | 0      |
| Club Totaal                     | Club Totaal     | Club Totaal    | 4          | 0          | 0          | 1     | 0     | 0     | 0              | 0              | 0              | 5      | 0      | 0      |
| 2022                            | →Lillestrøm SK  | Eliteserien    | 27         | 5          | 2          | 5     | 5     | 0     | 4              | 3              | 0              | 36     | 13     | 2      |
| Club Totaal                     | Club Totaal     | Club Totaal    | 27         | 5          | 2          | 5     | 5     | 0     | 4              | 3              | 0              | 36     | 13     | 2      |
| 2022/23                         | Holstein Kiel   | 2. Bundesliga  | 8          | 2          | 1          | 0     | 0     | 0     | —              | —              | —              | 8      | 2      | 1      |
| 2023/24                         | Holstein Kiel   | 2. Bundesliga  | 14         | 1          | 0          | 2     | 2     | 0     | —              | —              | —              | 16     | 3      | 0      |
| Club Totaal                     | Club Totaal     | Club Totaal    | 26         | 3          | 1          | 3     | 2     | 0     | 0              | 0              | 0              | 29     | 5      | 1      |
| 2024/25                         | Preußen Münster | 2. Bundesliga  | 23         | 3          | 1          | 0     | 0     | 0     | —              | —              | —              | 23     | 3      | 1      |
| Club Totaal                     | Club Totaal     | Club Totaal    | 23         | 3          | 1          | 0     | 0     | 0     | 0              | 0              | 0              | 23     | 3      | 1      |
| 2025                            | Gwangju FC      | K League 1     | 1          | 0          | 0          | 0     | 0     | 0     | —              | —              | —              | 1      | 0      | 0      |
| Club Totaal                     | Club Totaal     | Club Totaal    | 1          | 0          | 0          | 0     | 0     | 0     | 0              | 0              | 0              | 1      | 0      | 0      |
| Totaal                          | Totaal          | Totaal         | 288        | 82         | 14         | 43    | 22    | 0     | 11             | 5              | 0              | 341    | 109    | 14     |
| Bijgewerkt tot 13 augustus 2025 |                 |                |            |            |            |       |       |       |                |                |                |        |        |        |

## Interlandloopbaan
Friðjónsson speelde voor verschillende IJslandse nationale jeugdelftallen, zonder dat hij met deze teams actief was op een eindronde. Hij speelde 15 jeugdinterlands voor IJsland en wist daarin zeven doelpunten te scoren. Hij voetbalde onder andere samen met Hjörtur Hermannsson, Sverrir Ingi Ingason, Gudmundur Thórarinsson en Arnór Ingvi Traustason. In 2015 maakte hij zijn debuut in het IJslandse nationale elftal.

### IJslandse jeugdelftallen
Op 28 september 2009 maakte Friðjónsson zijn debuut in IJsland –17 tijdens een EK-kwalificatiewedstrijd tegen Wales. Bondscoach Gunnar Gudmundsson liet hem in de basis starten, en hij scoorde in de 59e minuut zijn eerste doelpunt voor IJsland. Het team plaatste zich uiteindelijk niet voor het Europees kampioenschap voetbal 2010 in Liechtenstein. Later speelde Friðjónsson in IJsland –21. Ondanks dat hij vijf doelpunten maakte, slaagde hij er niet in met dit team door te dringen tot het Europees kampioenschap voetbal 2015 in Tsjechië; in de play-offs werden zij uitgeschakeld door Denemarken.
| Interlands van Hólmbert Friðjónsson voor IJslandse jeugdelftallen | Interlands van Hólmbert Friðjónsson voor IJslandse jeugdelftallen | Interlands van Hólmbert Friðjónsson voor IJslandse jeugdelftallen | Interlands van Hólmbert Friðjónsson voor IJslandse jeugdelftallen | Interlands van Hólmbert Friðjónsson voor IJslandse jeugdelftallen | Interlands van Hólmbert Friðjónsson voor IJslandse jeugdelftallen |
| №                                                                 | Datum                                                             | Wedstrijd                                                         | Uitslag                                                           | Soort Wedstrijd                                                   | Doelpunten                                                        |
| Als speler bij IJsland –17                                        | Als speler bij IJsland –17                                        | Als speler bij IJsland –17                                        | Als speler bij IJsland –17                                        | Als speler bij IJsland –17                                        | Als speler bij IJsland –17                                        |
| ----------------------------------------------------------------- | ----------------------------------------------------------------- | ----------------------------------------------------------------- | ----------------------------------------------------------------- | ----------------------------------------------------------------- | ----------------------------------------------------------------- |
| 1.                                                                | 28 september 2009                                                 | Wales – IJsland                                                   | 3 – 2                                                             | EK-kwalificatie                                                   | Goal                                                              |
| 2.                                                                | 30 september 2009                                                 | Rusland – IJsland                                                 | 1 – 1                                                             | EK-kwalificatie                                                   |                                                                   |
| 3.                                                                | 3 oktober 2009                                                    | Bosnië en Herzegovina – IJsland                                   | 1 – 1                                                             | EK-kwalificatie                                                   |                                                                   |
| Als speler bij IJsland –19                                        |                                                                   |                                                                   |                                                                   |                                                                   |                                                                   |
| 1.                                                                | 3 september 2011                                                  | Estland – IJsland                                                 | 1 – 4                                                             | Vriendschappelijk                                                 |                                                                   |
| 2.                                                                | 5 september 2011                                                  | Estland – IJsland                                                 | 0 – 1                                                             | Vriendschappelijk                                                 | Goal                                                              |
| Als speler bij IJsland –21                                        |                                                                   |                                                                   |                                                                   |                                                                   |                                                                   |
| 1.                                                                | 10 september 2012                                                 | België – IJsland                                                  | 5 – 0                                                             | EK-kwalificatie                                                   |                                                                   |
| 2.                                                                | 6 februari 2013                                                   | Wales – IJsland                                                   | 3 – 0                                                             | Vriendschappelijk                                                 |                                                                   |
| 3.                                                                | 6 juni 2013                                                       | Armenië – IJsland                                                 | 1 – 2                                                             | EK-kwalificatie                                                   |                                                                   |
| 4.                                                                | 14 augustus 2013                                                  | IJsland – Wit Rusland                                             | 4 – 1                                                             | EK-kwalificatie                                                   |                                                                   |
| 5.                                                                | 10 september 2013                                                 | IJsland – Kazachstan                                              | 2– 0                                                              | EK-kwalificatie                                                   |                                                                   |
| 6.                                                                | 14 oktober 2013                                                   | IJsland – Frankrijk                                               | 3– 4                                                              | EK-kwalificatie                                                   | Goal                                                              |
| 7.                                                                | 5 maart 2014                                                      | Kazachstan – IJsland                                              | 3– 2                                                              | EK-kwalificatie                                                   | Goal                                                              |
| 8.                                                                | 3 september 2014                                                  | IJsland – Armenië                                                 | 4– 0                                                              | EK-kwalificatie                                                   | Goal · Goal                                                       |
| 9.                                                                | 10 oktober 2014                                                   | Denemarken – IJsland                                              | 0– 0                                                              | EK-kwalificatie                                                   |                                                                   |
| 10.                                                               | 14 oktober 2014                                                   | IJsland – Denemarken                                              | 1– 1                                                              | EK-kwalificatie                                                   | Goal                                                              |
| Bijgewerkt tot 5 april 2024                                       |                                                                   |                                                                   |                                                                   |                                                                   |                                                                   |

### IJslands elftal
Op 16 januari 2015 maakte Friðjónsson onder bondscoach Lars Lagerbäck zijn debuut in het IJslandse nationale elftal tijdens een oefeninterland tegen Canada. In de met 1–2 gewonnen uitwedstrijd kwam hij in de 46e minuut in het veld voor Victor Pálsson. Enkele dagen later scoorde hij zijn eerste doelpunt voor IJsland, opnieuw tegen Canada; in de met 1–1 gelijkgespeelde wedstrijd benutte hij in de 65e minuut een strafschop. Vijf jaar later volgde zijn volgende interland. Bondscoach Erik Hamrén liet hem op 5 september 2020 kort voor tijd invallen in de thuiswedstrijd voor de Nations League tegen Engeland. Drie dagen later maakte hij in hetzelfde toernooi zijn tweede doelpunt voor IJsland, in de met 5–1 verloren uitwedstrijd tegen België, waarmee hij zijn team in de 10e minuut op 0–1 bracht.
| Interlands van Hólmbert Friðjónsson voor IJsland | Interlands van Hólmbert Friðjónsson voor IJsland | Interlands van Hólmbert Friðjónsson voor IJsland | Interlands van Hólmbert Friðjónsson voor IJsland | Interlands van Hólmbert Friðjónsson voor IJsland | Interlands van Hólmbert Friðjónsson voor IJsland |
| №                                                | Datum                                            | Wedstrijd                                        | Uitslag                                          | Soort Wedstrijd                                  | Doelpunten                                       |
| ------------------------------------------------ | ------------------------------------------------ | ------------------------------------------------ | ------------------------------------------------ | ------------------------------------------------ | ------------------------------------------------ |
| 1.                                               | 16 januari 2015                                  | Canada – IJsland                                 | 1 – 2                                            | Vriendschappelijk                                |                                                  |
| 2.                                               | 19 januari 2015                                  | Canada – IJsland                                 | 1 – 1                                            | Vriendschappelijk                                | Goal                                             |
| 3.                                               | 5 september 2020                                 | IJsland – Engeland                               | 0 – 1                                            | Nations League 2020/21                           |                                                  |
| 4.                                               | 8 september 2020                                 | België – IJsland                                 | 5 – 1                                            | Nations League 2020/21                           | Goal                                             |
| 5.                                               | 28 maart 2023                                    | Armenië – IJsland                                | 2 – 0                                            | EK-kwalificatie                                  |                                                  |
| 6.                                               | 31 maart 2023                                    | Liechtenstein – IJsland                          | 1 – 4                                            | EK-kwalificatie                                  |                                                  |
| Bijgewerkt tot 5 april 2024                      |                                                  |                                                  |                                                  |                                                  |                                                  |

## Persoonlijk
In zijn jeugd speelde zijn grootvader een belangrijke rol in zijn ontwikkeling als voetballer; al op jonge leeftijd trainden ze samen in de tuin. Vanwege zijn voornaam kreeg Friðjónsson de bijnaam "Berti".

## Erelijst
| Competitie                     |                |                |                |                |
| Competitie                     | Aantal         | Jaren          |                |                |
| Fram Reykjavík                 | Fram Reykjavík | Fram Reykjavík | Fram Reykjavík | Fram Reykjavík |
| ------------------------------ | -------------- | -------------- | -------------- | -------------- |
| Winnaar IJslandse voetbalbeker | 1x             | 2013           |                |                |
| KR Reykjavík                   |                |                |                |                |
| Winnaar IJslandse League Cup   | 1x             | 2016           |                |                |
| Aalesunds FK                   |                |                |                |                |
| Kampioen 1. divisjon           | 1x             | 2019           |                |                |